# وینچنزو سیسیگنانو
وینچنزو سیسیگنانو (انگلیسی: Vincenzo Sicignano؛ زادهٔ ۸ ژوئیهٔ ۱۹۷۴) بازیکن فوتبال اهل ایتالیا است.
از باشگاه‌هایی که در آن بازی کرده‌است می‌توان به باشگاه فوتبال لچه، باشگاه فوتبال کیه‌وو ورونا، باشگاه فوتبال فروزینونه، باشگاه فوتبال پارما، و باشگاه فوتبال پالرمو اشاره کرد.